# فرویو، شهرستان وستچستر، نیویورک
فرویو (به انگلیسی: Fairview) یک منطقهٔ مسکونی در ایالات متحده آمریکا است که در شهرستان وستچستر، نیویورک واقع شده‌است. فرویو ۳٬۰۹۹ نفر جمعیت دارد.